# Isabela Velázquez
Isabela Velázquez Valoria (Madrid, 1956) es una arquitecta urbanista española, especializada en la planificación territorial y el diseño urbano sostenibles. Responsable de numerosos proyectos y publicaciones tanto desde la Administración como consultora externa. Además desempeña tareas docentes en distintas universidades, como la Universidad Politécnica de Madrid (UPM), la Universidad Autónoma de Barcelona (UAB) o la Universidad Complutense de Madrid (UCM), entre otras, y es especialista en organización de procesos participativos complejos, así como monitora nacional EASW (metodología específica de participación ciudadana consistente en una reunión organizada de alrededor de 50 personas pertenecientes a las siguientes categorías sociales). En España fue una de las pioneras en estudiar el urbanismo con perspectiva de género.

## Biografía
Isabela Velázquez Valoria nace en Madrid en 1956 y estudió arquitectura en la Universidad Politécnica de Madrid, universidad con la que todavía mantiene una relación muy estrecha por realizar en ella tanto conferencias y jornadas, como cursos relativos al urbanismo, sobre todo cuando con un enfoque asociado a la sostenibilidad.

### Carrera profesional

#### gea21-Grupo de Estudios y Alternativas 21
Es socia fundadora de gea21-Grupo de Estudios y Alternativas 21, consultoría que se crea en 1995 y está formada por un equipo multidisciplinar de profesionales, y que tiene como finalidad desarrollar proyectos, informes y publicaciones en los ámbitos del urbanismo, la movilidad, el ciclo del agua y la agroecología, empleando en su elaboración criterios de equidad social y ambiental, lo que en parte ha supuesto que, aunque de manera transversal, la visión de género y generación esté presente en los proyectos, además de utilizarse análisis multisectoriales para abarcar la complejidad de los procesos y se cuente con la participación social como eje esencial del método de trabajo. Isabela Velázquez, como fundadora e integrante del equipo ha sido la responsable de muchos de estos trabajos.
En esta consultoría sus trabajos han sido muchos destacando:
- En el campo del urbanismo, y en siendo Carlos Verdaguer corresponsable:

- Ecobarrio Soto del Henares (1999-2000) en el municipio madrileño de Torrejón de Ardoz, Premio Honorífico Ex-Aquo en la Modalidad B del Concurso de Ecobarrio del Consejo Superior de Arquitectos de España (CSCAE) del año 2006.
-Ecobarrio Trinitat Nova (1999-2004), en Barcelona. Proyecto pionero en regeneración urbana liderada por los propios vecinos y vecinas del barrio, obteniendo en 2008 el Premio de Buenas Prácticas de las Naciones Unidas.
-Proyecto Europeo EcoCity (2002-2008), en Barcelona.
- En el campo de la movilidad sostenible:

-proyecto CIVITAS-ARCHIMEDES (2008-2009) para la promoción de la movilidad sostenible en los ámbitos urbanos europeos.
-proyecto europeo Transport Learning (2011-2014), un proyecto de carácter formativo en materia de movilidad sostenible para técnicos y responsables políticos.
-proyecto STARS-Sustainable Travel Accreditation Recognition for Schools (2013-2015), proyecto europeo para la promoción de la movilidad sostenible en colegios e institutos de 9 ciudades europeas.
- Otros proyecto liderados o co-liderados:[3]

- informe GEO Vitoria-Gasteriz (2005-2007)
- guía El Espacio Agrícola entre el campo y la ciudad (2009-2010).

#### Otras facetas profesionales
Isabela Velázquez es además experta en procesos participativos complejos, en este sentido estuvo al frente junto con Carlos Verdaguer de la iniciativa promovida por la Diputación de Barcelona, Espai Laboratori – Laboratorio de Urbanismo Participativo, (2009-2010). Esta iniciativa supuso la creación de un seminario continuo de trabajo y debate sobre urbanismo participativo, en el que se utilizaban los debates y reflexiones sobre casos prácticos en temas como vivienda, espacio público, equipamientos o renovación urbana, para la obtención de conclusiones y proyectos a realizar en el futuro. Fruto de este seminario fue la aparición de la Guía Práctica Urbanismo y participación: iniciativas y retos de futuro, publicada por la Diputación de Barcelona.
Estuvo implicada en la creación y el desarrollo de la Biblioteca de Ciudades para un Futuro más Sostenible (CF+S), de la que es miembro del Consejo Editorial.
Isabela Velázquez combina los para los que trabaja proyectos y las publicaciones que lleva a cabo con su labor docente en diversos másteres de distintas universidades. Es además monitora nacional del EASW (European Awareness Scenario Workshop) y miembro del comité de dirección de la Iniciativa para una Arquitectura y Urbanismo Más Sostenible.

## Publicaciones

### Libros
A largo de su carrera profesional ha escrito muchos libros, unos sola y otros como coautora, colaborando con otros profesionales de su ámbito, sobre todo con Carlos Verdaguer. Entre ellos destacan por ejemplo:
- Regeneración urbana integral. Tres experiencias europeas innovadoras: Île de Nantes, Coin Street y Barrio de la Mina . Carlos Verdaguer e Isabela Velázquez. Ed: SEPES Entidad Pública de Suelo, Madrid, 2011. Depósito legal: M-23038-2011.
- Criterios de sostenibilidad aplicables al planeamiento urbano. Isabela Velázquez. Documento nº22 del Programa Marco Ambiental. Sozietate Publikoa, S.A. (IHOBE), Gobierno Vasco, 2003
- Libro Verde del Medio Ambiente Urbano. Tomo I. VVAA. Ministerio de Medio Ambiente y Agencia de Ecología Urbana de Barcelona. 2007.
- Urbanisme i participació: iniciatives i reptes de futur Conclusions del grup de treball sobre urbanisme i participació ciutadana a l’àmbit local. Autoría colectiva: Grup de treball Espai Laboratori. Redacción del documento: Carlos Verdaguer e Isabela Velázquez. Edició: Diputació de Barcelona. Producció: Direcció de Comunicacio de la Diputació de Barcelona, 2010.
- Participación ciudadana para el Urbanismo del siglo XXI. Tato Herrera (edit.). VVAA: Isabel Velázquez y Carlos Verdaguer. Ed. ICARO Colegio Territorial de Arquitectos de Valencia. 2005.
- Ciudad y región eco-lógicas. Isabela Velázquez (ed.) Número 100-101, Vol II, tercera época de la revista Ciudad y Territorio Estudios Territoriales. MOPTMA, Madrid, 1994.

### Publicaciones
- Medidas para la mitigación y la adaptación al cambio climático en el planeamiento urbano. Guía metodológica (Resumen). By Carlos Verdaguer viana, Isabela Velázquez Valoria, José Fariña Tojo, and José Fariña Tojo.
- Regeneración urbana integral Tres experiencias europeas innovadoras: Île de Nantes, Coin Street y Barrio de la Mina. By Carlos Verdaguer viana and Isabela Velázquez Valoria.

## Artículos en revistas y entrevistas
Por último, Velázquez Valoria ha publicado variados artículos y ha sido entrevistada en diversas ocasiones. Ejemplo de ello son los artículos:
"Pasos hacia la regeneración urbana ecológica: más allá de la eficiencia energética". Artículo escrito junto a Carlos Verdaguer Viana-Cárdenas, para la revista "Ciudad y territorio: Estudios territoriales"; "La ciudad de abajo arriba. Aportaciones para la práctica y la teoría del urbanismo participativo: Presentación del número 4.", nuevamente con Carlos Verdaguer Viana-Cárdenas, para "Habitat y sociedad".
Respecto a las entrevistas podemos resaltar la concedida para "Ciudad feminista", entrevista realizada por Esther Guerrero a Isabela Velázquez (gea21), Izaskun Sánchez (periodista de Diagonal) y Angélica García (integrante de PlanVe) para Radio 3 el 11 de junio de 2015; "Madrid: espacio público y urbanismo", entrevista realizada por David Prieto a Isabela Velázquez (gea21), María Cifuentes (A PIE) y Jon Aguirre (Paisaje Transversal), para Radio El Estado Mental, el 14 de mayo de 2015.